# Lu (Tang Shang)
Lu, född okänt år, död okänt år, var en kinesisk kejsarinna, gift med kejsar Tang Shang. Mycket lite är känt om henne. Hon var tillfälligt kejsarinna under makens korta regeringsinnehav. 